# You'll Rebel to Anything
Albums de Mindless Self Indulgence
Despierta los niños
(1er novembre 2003) Another Mindless Rip Off
(décembre 2006)
You'll Rebel to Anything est le troisième album studio de Mindless Self Indulgence, sorti en avril 2005.

## Titres
| No  | Titre                                                      | Musique                                         | Durée |
| --- | ---------------------------------------------------------- | ----------------------------------------------- | ----- |
| 1.  | Shut Me Up                                                 | James Euringer                                  | 2:48  |
| 2.  | 1989                                                       | James Euringer                                  | 1:57  |
| 3.  | Straight to Video                                          | James Euringer                                  | 3:44  |
| 4.  | Tom Sawyer                                                 | Geddy Lee, Neil Peart, Alex Lifeson, Pye Dubois | 2:24  |
| 5.  | You'll Rebel to Anything (As Long as It's Not Challenging) | James Euringer                                  | 2:32  |
| 6.  | What Do They Know?                                         | James Euringer                                  | 3:08  |
| 7.  | Stupid MF                                                  | James Euringer                                  | 2:25  |
| 8.  | 2 Hookers and an Eightball                                 | James Euringer                                  | 2:17  |
| 9.  | Prom                                                       | James Euringer                                  | 2:29  |
| 10. | Bullshit                                                   | James Euringer                                  | 2:40  |

## Clips
Deux clips vidéos sont sortis à la suite de cet album. Le premier à être tourné était « Shut me up » en 2005 et le second « Straight to video » au début de l'année 2006.

## Musiciens
- Jimmy Urine - chant
- Steve, righ? - guitare
- Kitty - batterie
- Lyn-Z - Basse